# Garcia II del Congo
Garcia II Afonso o Nkanga a Lukeni a Nzenze a Ntumba (en kikongo) fue el segundo hijo de la princesa Lukeni, hija de la princesa Nzenze, ella misma hija de Anna Ntumba, tercera hija del rey Afonso I del Congo. Sucedió en el trono a Álvaro VI.

## Biografía
Ocupó el trono del Reino del Congo desde el 23 de enero de 1641 hasta finales de 1660. Antes de acceder al trono era conocido con el nombre de Garcia Okimbaku, marqués de Kiowa. Tras su coronación se vio forzado a renunciar a sus derechos sobre Luanda en favor de Portugal, con la que intercambió embajadores. Es considerado un de los más notables reyes del Congo tanto por su piedad religiosa como por haber casi conseguido expulsar a los portugueses de la zona de Ngola.
Tras su muerte en 1660 fue sucedido por su hijo el rey António I del Congo.